# Paul Konchesky
Paul Martyn Konchesky (Londra, 15 maggio 1981) è un allenatore di calcio ed ex calciatore inglese di origini polacche, di ruolo difensore.

## Carriera

### Club
Konchesky è arrivato al Charlton Athletic nel 1997, come apprendista. È diventato il calciatore più giovane a debuttare con la maglia del Charlton Athletic (record mai battuto), quando ha giocato contro l'Oxford United nell'agosto 1997, all'età di sedici anni e novantatré giorni. Nonostante ciò, non è diventato un calciatore titolare fino al campionato 2000-2001, quando ha totalizzato 27 presenze. A giugno 2003, frustrato dalla mancata possibilità di giocare titolare nel suo ruolo, ha formulato una richiesta scritta di cessione alla società, che è stata accettata.
A settembre il calciatore è passato in prestito per un mese al Tottenham Hotspur. Successivamente il prestito è stato prolungato per altri mesi. Il calciatore sarebbe stato entusiasta di rimanere al Tottenham in maniera definitiva, ma a causa di alcuni infortuni al Charlton, è tornato alla squadra d'appartenenza.

### West Ham
A luglio 2005 ha firmato per il West Ham United, dopo aver collezionato 169 presenze per il Charlton Athletic e 15 per il Tottenham Hotspur, tra campionato e coppe.
Konchesky è arrivato agli Hammers in cambio di un milione e mezzo di sterline. Alla sua prima stagione è stato impiegato in 45 gare complessive, aiutando il club ad ottenere la nona posizione in campionato e la finale di FA Cup, persa con il Liverpool. Nel campionato successivo ha perso il posto da titolare, con il West Ham United impegnato nella lotta per salvarsi.
Ha lasciato la squadra a luglio 2007, con un totale di 70 gare giocate per la squadra. Dopo la partenza ha attaccato il suo ex allenatore Alan Curbishley, affermando che rende i calciatori infelici.

#### Fulham
Konchesky ha firmato un contratto quadriennale con il Fulham a luglio 2007, mentre agli Hammers sono andati oltre tre milioni di sterline.

### Liverpool
Il 31 agosto 2010, ultimo giorno di calciomercato, passa al Liverpool del suo ex manager Roy Hodgson per 3,5 milioni di sterline; dei reds sceglie la maglia numero 3.

#### Prestito al Nottingham Forest
Il 31 gennaio 2011 viene acquistato dal Nottingham Forest, dopo il poco spazio trovato con il Liverpool.

### Leicester City
Nel 2011 passa a titolo definitivo, firmando un accordo triennale, al Leicester City. Ha esordito il 20 agosto 2011 nel pareggio 2-2 contro il Nottingham Forest al City Ground, giocando tutti i 90 minuti. Ha segnato il suo primo gol in campionato per il club nella vittoria 3-1 in casa del Burnley il 1⁰ novembre 2011.
Nell'agosto 2013, Konchesky è stato escluso dalla squadra ed era sul punto di lasciare il club, ma è tornato in prima squadra dopo che un accordo di trasferimento è saltato. Ha firmato un nuovo contratto di 18 mesi nel gennaio 2014, dopo aver accettato un sostanziale taglio salariale. Konchesky è stata una figura chiave quando il Leicester ha avuto la promozione in Premier League nella stagione 2013-2014. Durante la stagione 2015-2015, ha anche aiutato il club nella lotta alla retrocessione, segnando il suo primo gol in Premier League nella gara vinta per 1-0 contro l'Aston Villa il 10 gennaio 2015. Il 30 luglio 2015, non avendo partecipato a nessuna delle amichevoli pre-campionato del club, Konchesky è stato informato dall'allenatore Claudio Ranieri che "non era nei suoi piani" e che sarebbe stato libero di cercarsi un nuovo club.

#### Prestito al QPR
Il 4 agosto 2015, Konchesky si è unito al QPR con un prestito annuale. Konchesky ha fatto il suo debutto per il club nella prima gara di campionato, una sconfitta per 2-0 contro il Charlton Athletic, in cui ha giocato per tutta la gara venendo ammonito al minuto 88. Il 27 giugno 2016, il Leicester City ha ufficialmente rescisso il suo contratto.

#### Gillingham e Billericay Town
Il 21 luglio 2016, Koncheky è entrato a far parte del Gillingham con un contratto annuale. Rimase a contratto con il club solo fino al febbraio successivo, quando lasciò la squadra unendosi al Billericay Town, militante nella Isthmian League, la settima divisione del campionato inglese.
Dopo aver totalizzato 12 presenze nella stagione 2016-2017, Konchesky ha collezionato altre 11 presenze in campionato la stagione successiva, prima di lasciare Billericay nel novembre 2017.

#### East Thurrock United
Nel luglio 2018, Konchesky  si è unito all'East Thurrock United, militante nella National League South. Il 19 agosto 2018, tramite il suo account Instagram, Konchesky ha annunciato di aver lasciato il club di comune accordo.

#### Il ritorno al Billericay Town e ritiro
Nell'agosto 2020, il giocatore ha deciso di ritornare al Billericay Town come assistente manager di Jamie O'Hara, venendo anche registrato come giocatore. Durante questa breve esperienza, metterà il piede in campo in sole 3 occasioni.
Tuttavia, il 3 dicembre 2020, Konchesky lascerà la squadra e di conseguenza le attività calcistiche, assieme ad O'Hara.

### Allenatore
Konchesky è diventato l'assistente allenatore del West Ham United Women nel maggio 2021 e nel maggio 2022 è succeduto a Olli Harder come allenatore in vista della stagione 2022-23. Al termine della stagione e dopo aver concluso il campionato di Women's Super League all'ottavo posto, ha lasciato la guida tecnica del West Ham femminile.

### Nazionale
Konchesky ha giocato 15 partite per l'Inghilterra under 21 e 2 per la Nazionale maggiore. Ha debuttato con l'Inghilterra nell'amichevole contro l'Australia disputata a febbraio 2003. La seconda apparizione è arrivata a novembre 2005, contro l'Argentina.

## Statistiche

### Presenze e reti nei club
Statistiche aggiornate al 5 marzo 2016.
| Stagione              | Squadra               | Campionato            | Campionato | Campionato | Coppe nazionali | Coppe nazionali | Coppe nazionali | Coppe continentali | Coppe continentali | Coppe continentali | Altre coppe | Altre coppe | Altre coppe | Totale | Totale |
| Stagione              | Squadra               | Comp                  | Pres       | Reti       | Comp            | Pres            | Reti            | Comp               | Pres               | Reti               | Comp        | Pres        | Reti        | Pres   | Reti   |
| --------------------- | --------------------- | --------------------- | ---------- | ---------- | --------------- | --------------- | --------------- | ------------------ | ------------------ | ------------------ | ----------- | ----------- | ----------- | ------ | ------ |
| 2005-2006             | West Ham              | PL                    | 37         | 1          | FACup+CdL       | 7+1             | 1+0             | -                  | -                  | -                  | -           | -           | -           | 45     | 2      |
| 2006-2007             | West Ham              | PL                    | 22         | 0          | FACup+CdL       | 0+1             | 0               | CU                 | 2                  | 0                  | -           | -           | -           | 25     | 0      |
| Totale West Ham       | Totale West Ham       | Totale West Ham       | 59         | 1          |                 | 9               | 1               |                    | 2                  | 0                  |             | -           | -           | 70     | 2      |
| 2007-2008             | Fulham                | PL                    | 33         | 0          | FACup+CdL       | 2+2             | 0               | -                  | -                  | -                  | -           | -           | -           | 37     | 0      |
| 2008-2009             | Fulham                | PL                    | 36         | 1          | FACup+CdL       | 5+1             | 0               | -                  | -                  | -                  | -           | -           | -           | 42     | 1      |
| 2009-2010             | Fulham                | PL                    | 27         | 1          | FACup+CdL       | 2+0             | 0               | UEL                | 13                 | 0                  | -           | -           | -           | 42     | 1      |
| ago. 2010             | Fulham                | PL                    | 1          | 0          | FACup+CdL       | 0               | 0               | -                  | -                  | -                  | -           | -           | -           | 1      | 0      |
| Totale Fulham         | Totale Fulham         | Totale Fulham         | 97         | 2          |                 | 12              | 0               |                    | 13                 | 0                  |             | -           | -           | 122    | 2      |
| ago. 2010-gen. 2011   | Liverpool             | PL                    | 15         | 0          | FACup+CdL       | 0               | 0               | UEL                | 3                  | 0                  | -           | -           | -           | 18     | 0      |
| gen.-giu. 2011        | Nottingham Forest     | FLC                   | 15         | 1          | FACup+CdL       | -               | -               | -                  | -                  | -                  | -           | -           | -           | 15     | 1      |
| 2011-2012             | Leicester City        | FLC                   | 42         | 2          | FACup+CdL       | 5+1             | 0               | -                  | -                  | -                  | -           | -           | -           | 48     | 2      |
| 2012-2013             | Leicester City        | FLC                   | 39         | 1          | FACup+CdL       | 3+2             | 0               | -                  | -                  | -                  | -           | -           | -           | 44     | 1      |
| 2013-2014             | Leicester City        | FLC                   | 31         | 1          | FACup+CdL       | 1+2             | 0               | -                  | -                  | -                  | -           | -           | -           | 34     | 1      |
| 2014-2015             | Leicester City        | PL                    | 26         | 1          | FACup+CdL       | 2+1             | 0               | -                  | -                  | -                  | -           | -           | -           | 29     | 1      |
| Totale Leicester City | Totale Leicester City | Totale Leicester City | 138        | 5          |                 | 17              | 0               |                    | -                  | -                  |             | -           | -           | 155    | 5      |
| 2015-2016             | QPR                   | FLC                   | 33         | 0          | FACup+CdL       | 0               | 0               | -                  | -                  | -                  | -           | -           | -           | 33     | 0      |
| Totale carriera       | Totale carriera       | Totale carriera       | 357        | 9          |                 | 38              | 1               |                    | 18                 | 0                  |             | -           | -           | 413    | 10     |

### Cronologia presenze e reti in nazionale
| Cronologia completa delle presenze e delle reti in nazionale ― Inghilterra | Cronologia completa delle presenze e delle reti in nazionale ― Inghilterra | Cronologia completa delle presenze e delle reti in nazionale ― Inghilterra | Cronologia completa delle presenze e delle reti in nazionale ― Inghilterra | Cronologia completa delle presenze e delle reti in nazionale ― Inghilterra | Cronologia completa delle presenze e delle reti in nazionale ― Inghilterra | Cronologia completa delle presenze e delle reti in nazionale ― Inghilterra | Cronologia completa delle presenze e delle reti in nazionale ― Inghilterra |
| Data                                                                       | Città                                                                      | In casa                                                                    | Risultato                                                                  | Ospiti                                                                     | Competizione                                                               | Reti                                                                       | Note                                                                       |
| -------------------------------------------------------------------------- | -------------------------------------------------------------------------- | -------------------------------------------------------------------------- | -------------------------------------------------------------------------- | -------------------------------------------------------------------------- | -------------------------------------------------------------------------- | -------------------------------------------------------------------------- | -------------------------------------------------------------------------- |
| 12-2-2003                                                                  | Londra                                                                     | Inghilterra                                                                | 1 – 3                                                                      | Australia                                                                  | Amichevole                                                                 | -                                                                          | 46’                                                                        |
| 12-11-2005                                                                 | Ginevra                                                                    | Argentina                                                                  | 2 – 3                                                                      | Inghilterra                                                                | Amichevole                                                                 | -                                                                          | 46’                                                                        |
| Totale                                                                     |                                                                            | Presenze                                                                   | 2                                                                          |                                                                            | Reti                                                                       | 0                                                                          |                                                                            |

## Palmarès

### Giocatore

#### Competizioni nazionali
- Football League Championship: 1

Leicester City: 2013-2014